# Lepidocolaptes angustirostris
Lepidocolaptes angustirostris là một loài chim trong họ Furnariidae.